# 李士元 (北朝)
李士元（？—？），陇西狄道（今甘肃省临洮县）人，出自陇西李氏姑臧房，是北魏龙骧将军、荥阳太守、姑臧穆侯李承的曾孙，骠骑大将军、开府仪同三司、高平宣景男李虔的孙子，散騎侍郎李晧的儿子，李士操的哥哥。
李士元与弟弟李士操在东魏武定年间都官至仪同开府参军事。
封述为人吝啬，为了给儿子娶李士元的女儿，下了大量的聘礼，到了快要举行婚礼的时候，聘礼离要求还是相差很远，封述忽然取出供养的佛像对着李士元打碎发誓，李士元笑着说：“封先生什么地方经常得到应急佛像，需要发誓就拿出来用？”